# Campionati del mondo di atletica leggera 2019 - Lancio del giavellotto maschile
La gara del lancio del giavellotto maschile dei campionati del mondo di atletica leggera 2019 si è svolta tra il 5 e il 6 ottobre allo Stadio internazionale Khalifa di Doha, in Qatar.

## Podio
| Pos.    | Atleta          | Nazionalità | Misura  |
| ------- | --------------- | ----------- | ------- |
| Oro     | Anderson Peters | Grenada     | 86,89 m |
| Argento | Magnus Kirt     | Estonia     | 86,21 m |
| Bronzo  | Johannes Vetter | Germania    | 85,37 m |

## Situazione pre-gara

### Record
Prima di questa competizione, il record del mondo (RM) e il record dei campionati (RC) erano i seguenti.
| Record                | Prestazione | Atleta                | Data                            | Competizione  |
| --------------------- | ----------- | --------------------- | ------------------------------- | ------------- |
| Record mondiale       | 98,48 m     | Jan Železný Rep. Ceca | 25 maggio 1996 Jena, Germania   |               |
| Record dei campionati | 92,80 m     | Jan Železný Rep. Ceca | 12 agosto 2001 Edmonton, Canada | Mondiali 2001 |

### Campioni in carica
I campioni in carica, a livello mondiale e olimpico, erano:
| Campione | Atleta                   | Prestazione | Data                                   | Competizione                |
| -------- | ------------------------ | ----------- | -------------------------------------- | --------------------------- |
| Olimpico | Thomas Röhler Germania   | 90,30 m     | 20 agosto 2016 Rio de Janeiro, Brasile | Giochi della XXXI Olimpiade |
| Mondiale | Johannes Vetter Germania | 89,89 m     | 12 agosto 2017 Londra, Regno Unito     | Mondiali 2017               |

### La stagione
Prima di questa gara, gli atleti con le migliori tre prestazioni dell'anno erano:
| Pos. | Atleta                   | Prestazione | Data                                 |
| ---- | ------------------------ | ----------- | ------------------------------------ |
| 1    | Magnus Kirt Estonia      | 90,61 m     | 22 giugno 2019 Kuortane, Finlandia   |
| 2    | Johannes Vetter Germania | 90,03 m     | 10 settembre 2019 Minsk, Bielorussia |
| 3    | Andreas Hofmann Germania | 89,65 m     | 9 giugno 2019 Rehlingen, Germania    |

## Risultati

### Qualificazione
La gara si è svolta il 5 ottobre alle ore 16:30. Si sono qualificati alla finale chi ha raggiunto i 84,00 m (Q) o le migliori dodici misure (q).
| Pos. | Gruppo | Atleta                 | Nazionalità       | 1ª prova | 2ª prova | 3ª prova | Misura | Note             |
| ---- | ------ | ---------------------- | ----------------- | -------- | -------- | -------- | ------ | ---------------- |
| 1    | A      | Johannes Vetter        | Germania          | 89,35    |          |          | 89,35  | Q                |
| 2    | B      | Magnus Kirt            | Estonia           | 81,00    | 88,36    |          | 88,36  | Q                |
| 3    | A      | Anderson Peters        | Grenada           | 82,06    | 85,34    |          | 85,34  | Q                |
| 4    | B      | Kim Amb                | Svezia            | x        | 82,98    | 84,85    | 84,85  | Q                |
| 5    | B      | Keshorn Walcott        | Trinidad e Tobago | 84,44    |          |          | 84,44  | Q                |
| 6    | A      | Jakub Vadlejch         | Rep. Ceca         | 81,70    | 84,31    |          | 84,31  | Q                |
| 7    | A      | Julian Weber           | Germania          | 84,29    |          |          | 84,29  | Q                |
| 8    | A      | Julius Yego            | Kenya             | 83,86    | 83,76    | 80,62    | 83,86  | q                |
| 9    | A      | Norbert Rivasz-Tóth    | Ungheria          | 83,42    | 81,06    | 77,27    | 83,42  | q                |
| 10   | B      | Cheng Chao-tsun        | Taipei cinese     | 79,08    | 83,40    | 79,88    | 83,40  | q                |
| 11   | A      | Marcin Krukowski       | Polonia           | 82,44    | x        | 82,02    | 82,44  | q                |
| 12   | B      | Lassi Etelätalo        | Finlandia         | 75,11    | x        | 82,26    | 82,26  | q                |
| 13   | B      | Alexandru Novac        | Romania           | 82,12    | 78,18    | 79,75    | 82,12  |                  |
| 14   | B      | Aljaksej Katkavec      | Bielorussia       | 75,88    | x        | 82,08    | 82,08  |                  |
| 15   | B      | Ryohei Arai            | Giappone          | 81,71    | x        | 72,99    | 81,71  |                  |
| 16   | B      | Arshad Nadeem          | Pakistan          | 81,52    | 75,48    | x        | 81,52  | Record nazionale |
| 17   | B      | Rolands Štrobinders    | Lettonia          | 81,09    | 80,60    | 79,51    | 81,09  |                  |
| 18   | B      | Michael Shuey          | Stati Uniti       | 77,04    | x        | 80,53    | 80,53  |                  |
| 19   | B      | Oliver Helander        | Finlandia         | x        | 80,36    | x        | 80,36  |                  |
| 20   | B      | Andreas Hofmann        | Germania          | 80,06    | x        | x        | 80,06  |                  |
| 21   | A      | Gatis Čakšs            | Lettonia          | 79,94    | x        | 79,63    | 79,94  |                  |
| 22   | A      | Edis Matusevičius      | Lituania          | 73,98    | 75,73    | 79,60    | 79,60  |                  |
| 23   | B      | Thomas Röhler          | Germania          | x        | 79,23    | x        | 79,23  |                  |
| 24   | A      | Shivpal Singh          | India             | 75,91    | 78,97    | x        | 78,97  |                  |
| 25   | A      | Liu Qizhen             | Cina              | 75,24    | x        | 75,81    | 75,81  |                  |
| 26   | A      | Riley Dolezal          | Stati Uniti       | 75,62    | x        | 74,85    | 75,62  |                  |
| 27   | A      | Pavel Mialeshka        | Bielorussia       | x        | 75,14    | x        | 75,14  |                  |
| 28   | A      | Antti Ruuskanen        | Finlandia         | 72,65    | 75,05    | x        | 75,05  |                  |
| 29   | A      | Albert Reynolds        | Saint Lucia       | 69,68    | 73,91    | x        | 73,91  |                  |
| 30   | A      | Oleksandr Nychyporchuk | Ucraina           | x        | 72,75    | x        | 72,75  |                  |
|      | B      | Zhao Qinggang          | Cina              | x        | x        | x        | nm     |                  |

### Finale
La gara si è svolta il 6 ottobre a partire dalle ore 19:55.
| Pos. | Atleta              | Nazionalità       | 1ª prova | 2ª prova | 3ª prova | 4ª prova | 5ª prova | 6ª prova | Misura | Note |
| ---- | ------------------- | ----------------- | -------- | -------- | -------- | -------- | -------- | -------- | ------ | ---- |
|      | Anderson Peters     | Grenada           | 86,69    | 81,26    | 79,82    | 86,89    | 84,59    | 83,63    | 86,89  |      |
|      | Magnus Kirt         | Estonia           | 83,95    | 86,21    | 85,17    | 85,90    | x        | r        | 86,21  |      |
|      | Johannes Vetter     | Germania          | x        | 85,37    | 82,51    | x        | 82,29    | x        | 85,37  |      |
| 4    | Lassi Etelätalo     | Finlandia         | 72,00    | 77,92    | 82,49    | 74,62    | x        | 74,63    | 82,49  |      |
| 5    | Jakub Vadlejch      | Rep. Ceca         | 77,32    | 81,98    | 82,19    | 77,36    | x        | x        | 82,19  |      |
| 6    | Julian Weber        | Germania          | 81,20    | 81,26    | 80,80    | 79,43    | 79,46    | 73,58    | 81,26  |      |
| 7    | Marcin Krukowski    | Polonia           | 80,56    | 79,91    | x        | x        | x        | x        | 80,56  |      |
| 8    | Kim Amb             | Svezia            | 78,93    | 80,42    | 78,51    | 75,71    | x        | x        | 80,42  |      |
| 9    | Norbert Rivasz-Tóth | Ungheria          | 79,73    | 77,89    | 76,55    |          |          |          | 79,73  |      |
| 10   | Cheng Chao-tsun     | Taipei cinese     | 74,74    | 77,51    | 77,99    |          |          |          | 77,99  |      |
| 11   | Keshorn Walcott     | Trinidad e Tobago | 75,30    | 77,47    | x        |          |          |          | 77,47  |      |
|      | Julius Yego         | Kenya             | x        | x        | x        |          |          |          | nm     |      |